# کیرنی
کیرنی (انگلیسی: Kearney) شرکت خدمات حرفه‌ای آمریکایی است، که در سال ۱۹۲۶ تأسیس شد.
کیرنی یک شرکت مشاوره مدیریت جهانی آمریکایی است که در بیش از ۴۰ کشور در سراسر جهان دفتر دارد. شرکت سلف کرنی در سال ۱۹۲۶ توسط جیمز او. مک‌کینزی در شیکاگو تأسیس شد؛ او در سال ۱۹۲۹ اندرو توماس «تام» کرنی را به عنوان اولین شریک خود استخدام کرد. پس از مرگ جیمز مک‌کینزی در سال ۱۹۳۷، دفتر شیکاگو به شرکت خود به رهبری تام کرنی تقسیم شد و مک‌کینزی، ای.تی. کیرنی و شرکا نامیده شد. در سال ۱۹۴۷، نام آن به ای.تی. کرنی و شرکا تغییر یافت.
در ژانویه ۲۰۲۰، این شرکت دستخوش یک تغییر نام تجاری اساسی شد و نام خود را از ای.تی. کیرنی به کیرنی تغییر داد.